# Condado de Évreux

El condado de Évreux, creado en el siglo XI, gobernado por un conde (comes Ebroicencis), era parte del ducado de Normandia, que tenía como capital la ciudad de Évreux. Vinculado al dominio real capeto en 1200, se escindió para formar un infantado. 

## El primer condado de Évreux (siglos XI-XII)
En la primera mitad del siglo XI, los duques de Normandia establecieron varios condados, generalmente en las fronteras. El arzobispo de Ruan Roberto el Danés (muerto en 1037), hijo de Ricardo I de Normandía, parece ser el primer conde de Évreux, aunque ningún documento le otorgue este título. En cambio, su hijo Ricardo aparece también con este título desde 1038. En 1118, a la muerte de Guillermo, nieto de Roberto el Danés, el duque de Normandia y rey de Inglaterra Enrique I se apropia del condado, aprovechando el fallecimiento y que el titular no tenía hijos vivos. Pero Amaury III de Montfort, yerno de Guillermo y señor de Île-de-France, reivindica la herencia y rehúsa doblegarse ante el duque-rey en 1119. 
Hay numerosas abadías que se fundan entonces, en particuliar en 1144, la Abadía de La Noé.
La familia de Montfort conserva el condado hasta 1199, fecha en que el rey Felipe Augusto lo conquista. El 22 de mayo de 1200, el Tratado de Goulet sanciona la pérdida definitiva del condado para Amaury VI de Montfort.
Bajo los duques de Normandía, el asentamiento territorial de los condes de Évreux está muy dispersado. Los principales dominios se encuentran en Évreux, en los alrededores inmediatos a la villa (Gravigny, Arnières-sur-Iton, bosque de Évreux), en la llanura de Neubourg y sobre la meseta de Madrie. Las posesiones de los condes superaron completamente el marco de la antigua Évrecin, se extienden sobre la ribera derecha del Sena (bosque del Trait y de Gravenchon) y alrededor de las marismas del Dives. Las castellanías de Pacy, de Ivry y de Saint-André no forman parte ya del condado. El poder condal se apoya sobre varios castillos (Évreux, Gacé, Noyon-sur-Andelle, Gaillon, Avrilly, Gravenchon, Maulévrier, Le Trait, Varaville...).

## Un infantado
Dentro del dominio real desde el 22 de mayo de 1200 por el Tratado de Goulet, el condado es entregado como infantado por el rey Felipe IV a su hermanastro Luis en 1298. Quedará en las manos de estos príncipes capetos durante tres generaciones. Su hijo, Felipe de Évreux, y su nieto, Carlos II de Navarra, rey de Navarra (1332-1387), tratarán de crear un principado capaz de rivalizar con el rey de Francia. Évreux acoge así una cámara de Comptos desde 1329 y un échiquier que pretende ser corte soberana. Tras la enésima tentativa de alianza con el rey de Inglaterra, Carlos II de Navarra pierde definitivamente el condado de Évreux en 1378, conquistado por el ejército de Carlos V. En 1412, su hijo Carlos III de Navarra renuncia a sus pretensiones en Normandia. 
En 1316, y de nuevo en 1427, el condado de Évreux se convierte en condado-par.
En 1651, el condado de Évreux pasa a la casa de Bouillon. Por razones estratégicas, Frédéric Maurice de La Tour d'Auvergne, duque de Bouillon, debe renunciar al principado de Sedan y a sus posesiones fronterizas en beneficio de Luis XIV, en contrapartida de lo cual el rey le cede el condado de Évreux, así como el ducado-par de Albret y el ducado-par de Château-Thierry.

## Heráldica
| Armas de Luis de Evreux | De azur sembrado con flores de lis de oro, con una banda compuesta de seis piezas argen y gules. (Armas de Luis, conde de Évreux, muerto en 1319, y de sus sucesores. Por extensión, armas de la villa de Évreux) |